# Splendrillia
Splendrillia is een geslacht van weekdieren uit de klasse van de Gastropoda (slakken).

## Soorten
- Splendrillia abdita Fallon, 2016
- Splendrillia academica McLean & Poorman, 1971
- Splendrillia aequistriata (Hutton, 1885) †
- Splendrillia afflicta (Marwick, 1931) †
- Splendrillia alabastrum Kilburn, 1988
- Splendrillia albicans (Hinds, 1843)
- Splendrillia alticostata Fallon, 2016
- Splendrillia angularia Wells, 1995
- Splendrillia annectens Powell, 1942 †
- Splendrillia anomala Powell, 1942 †
- Splendrillia aomoriensis (Nomura & Hatai, 1940)
- Splendrillia aoteana Finlay, 1930
- Splendrillia arga McLean & Poorman, 1971
- Splendrillia armata Powell, 1942
- Splendrillia aurora (Thiele, 1925)
- Splendrillia bahamasensis Fallon, 2016
- Splendrillia bartschi (Haas, 1941)
- Splendrillia basilirata Sysoev, 1990
- Splendrillia bednalli (G. B. Sowerby III, 1896)
- Splendrillia benthicola Dell, 1956
- Splendrillia boucheti Wells, 1995
- Splendrillia bratcherae McLean & Poorman, 1971
- Splendrillia brycei Wells, 1995
- Splendrillia buicki Wells, 1990
- Splendrillia campbellensis Sysoev & Kantor, 1989
- Splendrillia candidula (Hedley, 1922)
- Splendrillia carolae Wells, 1995
- Splendrillia chathamensis Sysoev & Kantor, 1989
- Splendrillia clava Powell, 1942 †
- Splendrillia clifdenensis Powell, 1942 †
- Splendrillia clydonia (Melvill & Standen, 1901)
- Splendrillia coccinata (Reeve, 1845)
- Splendrillia compta Fallon, 2016
- Splendrillia crassiplicata (Kuroda & Oyama, 1971)
- Splendrillia cristata Powell, 1942 †
- Splendrillia cruzensis Fallon, 2016
- Splendrillia daviesi Kilburn, 1988
- Splendrillia debilis Finlay, 1927 †
- Splendrillia disjecta (E. A. Smith, 1888)
- Splendrillia dissimilis Fallon, 2016
- Splendrillia eburnea (Hedley, 1922)
- Splendrillia edita Powell, 1942 †
- Splendrillia elongata Wells, 1995
- Splendrillia elongata Beu, 1970 †
- Splendrillia espyra (Woodring, 1928)
- Splendrillia eva (Thiele, 1925)
- Splendrillia falsa (Barnard, 1958)
- Splendrillia filiculosa (Marwick, 1931) †
- Splendrillia flavopunctata Fallon, 2016
- Splendrillia globosa Wells, 1995
- Splendrillia granatella (Melvill & Standen, 1903)
- Splendrillia grandis Fallon, 2016
- Splendrillia gratiosa (G. B. Sowerby III, 1896)
- Splendrillia hansenae Wells, 1990
- Splendrillia hayesi Kilburn, 1998
- Splendrillia hedleyi Wells, 1990
- Splendrillia hermata Dell, 1956
- Splendrillia houbricki Wells, 1995
- Splendrillia intermaculata (E. A. Smith, 1879)
- Splendrillia intermedia Wells, 1995
- Splendrillia interpunctata (E. A. Smith, 1882)
- Splendrillia jacula Dell, 1956
- Splendrillia jarosae Wells, 1991
- Splendrillia kapuranga Dell, 1953
- Splendrillia karukeraensis Fallon, 2016
- Splendrillia kingmai Marwick, 1965
- Splendrillia koruahinensis (Bartrum & Powell, 1928) †
- Splendrillia kylix Kilburn, 1988
- Splendrillia lalage (Dall, 1919)
- Splendrillia larochei Powell, 1940
- Splendrillia lincta Powell, 1942 †
- Splendrillia longbottomi Wells, 1990
- Splendrillia lucida (Nevill & Nevill, 1875)
- Splendrillia lygdina (Hedley, 1922)
- Splendrillia majorina Beu, 1979
- Splendrillia masinoi Fallon, 2016
- Splendrillia mikrokamelos Kilburn, 1988
- Splendrillia minima Wells, 1995
- Splendrillia nenia (Hedley, 1903)
- Splendrillia obscura Sysoev, 1990
- Splendrillia otagoensis Powell, 1942
- Splendrillia panamensis Fallon, 2016
- Splendrillia persica (E. A. Smith, 1888)
- Splendrillia powelli Wells, 1990
- Splendrillia powelli (L. C. King, 1934) †
- Splendrillia praeclara (Melvill, 1893)
- Splendrillia praeclara (G. B. Sowerby III, 1915)
- Splendrillia problematica Wells, 1995
- Splendrillia raricostata (E. A. Smith, 1879)
- Splendrillia resplendens (Melvill, 1898)
- Splendrillia roseacincta Dell, 1956
- Splendrillia runcinata Dell, 1956
- Splendrillia sarda Kilburn, 1988
- Splendrillia skambos Kilburn, 1988
- Splendrillia solicitata (G. B. Sowerby III, 1913)
- Splendrillia spadicina (Hedley, 1922)
- Splendrillia stegeri (Nowell-Usticke, 1959)
- Splendrillia stellae Fallon, 2016
- Splendrillia striata Wells, 1995
- Splendrillia subtilis Fallon, 2016
- Splendrillia subviridis (May, 1911)
- Splendrillia suluensis (Schepman, 1913)
- Splendrillia taylori Wells, 1995
- Splendrillia triconica Wells, 1995
- Splendrillia turrita (Wells, 1995)
- Splendrillia vinki (De Jong & Coomans, 1988)
- Splendrillia vivens (Powell, 1942)
- Splendrillia wayae Wells, 1995
- Splendrillia westralis Wells, 1993
- Splendrillia whangaimoana Vella, 1954 †
- Splendrillia woodsi (Beddome, 1883)
- Splendrillia zanzibarica Sysoev, 1996
- Splendrillia zeobliqua Beu, 1979